# Більче-Волицька зона
Більче-Волицька зона — тектонічна структура, периферійна частина Передкарпатського прогину. 
Складена міоценовими моласами, укладеними глинами, пісковиками, гіпсами й ангідритами. 
Корисні копалини: 
- природні горючі гази
  - Більче-Волицьке,
  - Рудківське,
  - Дашавське
  - Малогорожанське,
  - Новосілківське,
  - Пинянське,
  - Залужанське,
  - Крехівське,
  - Любешівське та інші родовища),
- самородна сірка
  - Передкарпатський сірконосний басейн.